# Gerald Wiggins
Gerald Foster Wiggins, Sr. (12 de mayo de 1922 - 13 de julio de 2008) fue un pianista y organista de jazz estadounidense.

## Biografía
Wiggins nació en Nueva York en 1922, donde comenzó sus estudios de música que a partir de su adolescencia se centraron en el jazz.
Comenzó su carrera profesional tocando como acompañamiento al comediante Stepin Fetchit. Trabajó con Louis Armstrong y Benny Carter. Tras pasar unos años en el ejército, a finales de los 40 se mudó a Los Ángeles, donde tocó música para cine y televisión y trabajó con las cantantes Lena Horne (1950–51), Kay Starr y Eartha Kitt. En 1960 aparece su mejor grabación como organista, Wiggin 'Out, conocido por la calidad de su música y su sonido fresco y claro. Grabó otro LP tocando el órgano con el saxofonista Teddy Edwards. En los años 60 trabajó como director musical en unos estudios de cine.
Wiggins fue también conocido por su trío, formado por Andy Simpkins y Paul Humphrey, entre otros. Apareció en un episodio de la serie de televisión 227, y en un episodio de Moesha, en ambos casos tocando el piano. Participó regularmente en festivales de jazz en Estados Unidos y ocasionalmente en festivales de Japón y Europa.
Wiggins falleció en Los Ángeles el 13 de julio de 2008, a la edad de 86.

## Discografía seleccionada

### Como solista
- Wiggin' with Wig (1956) Dig
- Relax and enjoy it! (1956) Contemporary
- Collections (Intro, 1957) con Red Norvo, Art Pepper y Joe Morello
- Reminiscin' with Wig (1957) Fresh Sound
- The King and I (1957) Challenge
- Music from "Around the world in 90 days" in modern jazz (1957) Specialty
- Wiggin' out (1960) Hi-Fi Jazz
- Memory Lane (1964) Ava
- Wig is here (1977) Black and Blue
- A beautiful friendship (1977) Black and Blue
- Live at Maybeck Recital Hall (1990) Concord
- Soulidarity (1995) Concord

### Colaboraciones
Con Benny Carter
- Cosmopolite (Norgran, 1954)

Con Buddy Collette
- Tanganyika (Dig, 1956)
- Man of Many Parts (Contemporary, 1956)
- Everybody's Buddy (Challenge, 1957)
- Porgy & Bess (Interlude 1957 [1959])

Con Tal Farlow
- Autumn In New York (1954; Verve)

Con Mel Brown
- Chicken Fat (Impulse!, 1967)

Con Teddy Edwards
- Heart & Soul (Contemporary, 1962)

Con Paul Horn
- House of Horn (Dot, 1957)

Con Illinois Jacquet
- Illinois Jacquet and His Orchestra (Verve, 1956)

Con Gerald Wilson
- Jessica (Trend, 1983)